# Соха Григорій Карпович
Григорій Карпович Соха (2 лютого 1925, село Омельниче, тепер Козельщинського району Полтавської області — ?) — український радянський діяч, залізничник, машиніст електровоза локомотивного депо станції Синельникове Дніпропетровської області. Депутат Верховної Ради УРСР 7-го скликання.

## Біографія
Народився у багатодітній селянській родині. У 1941 році закінчив семирічну школу.
З вересня 1943 року — у Червоній армії, учасник німецько-радянської війни. Служив стрільцем, навідником станкового кулемету стрілецької роти 228-го гвардійського стрілецького полку 78-ї гвардійської стрілецької дивізії 33-го гвардійського стрілецького корпусу Степового, 2-го та 1-го Українського фронтів. Був тричі поранений.
Після демобілізації працював кочегаром на залізничній станції Кременчук. Закінчив школу машиністів паровозів.
З 1953 року — помічник машиніста, машиніст електровоза локомотивного депо станції Синельникове-І Дніпропетровської області.
Потім — на пенсії у місті Синельниковому Дніпропетровської області.

## Нагороди
- орден Червоного Прапора (27.04.1945)
- орден Вітчизняної війни І ст. (6.04.1985)
- ордени
- медаль «За бойові заслуги» (6.11.1944)
- медалі